# دارک وب: سیکادا ۳۳۰۱
دارک وب: سیکادا ۳۳۰۱ (به انگلیسی: Dark Web: Cicada 3301)یک فیلم اکشن و کمدی هیجان انگیز اولین تجربه کارگردانی آلن ریچسون است که فیلمنامه آن با همکاری جاشوا مونتکلم نوشته شده‌است. در این فیلم جک کسی، کانر لزلی، ران فانچز و ریچسون بازی می‌کنند. کسی یک هکر را به تصویر می‌کشد که هنگام فرار از ان اس ای در بازی استخدام Cicada شرکت می‌کند.
این فیلم به صورت دیجیتالی توسط لاینزگیت در ۱۲ مارس ۲۰۲۱ منتشر شد.

## خلاصه داستان
کانر هکری است که به دلیل مشارکت در سازمان مخفی Cicada 3301 توسط ان اس ای بازداشت شده‌است و در مورد رویدادهای رخ داده در مقابل دادگاه نظارتی شهادت می‌دهد. کانر توضیح می‌دهد که ۲۹ روز قبل، او به‌طور ناخواسته بازی استخدام سازمان سیکادا را پیدا کرد، که برای شرکت در آن باید شرکت کنندگان یک سری معماها را حل کنند. کانر همراه با گوئن که یک کتابدار است بهترین دوستش آوی، در این بازی شرکت می‌کند و ان اس ای به آنها کمک می‌کند تا Cicada را تعطیل کنند. این سه نفر موفق به یافتن سرنخ‌هایی از معماها می‌شوند،

## بازیگران
- جک کیسی در نقش کانر
- توماسو سانلی در نقش کانر جوان
- کانر لزلی در نقش گوئن
- ران فونچ در نقش آوی
- آلن ریچسون در نقش مأمور کارور
- آندریاس آپرگیس در نقش مأمور سالیوان
- کریس هولدن راید در نقش فیلیپ دوبوا